# T-bone steak

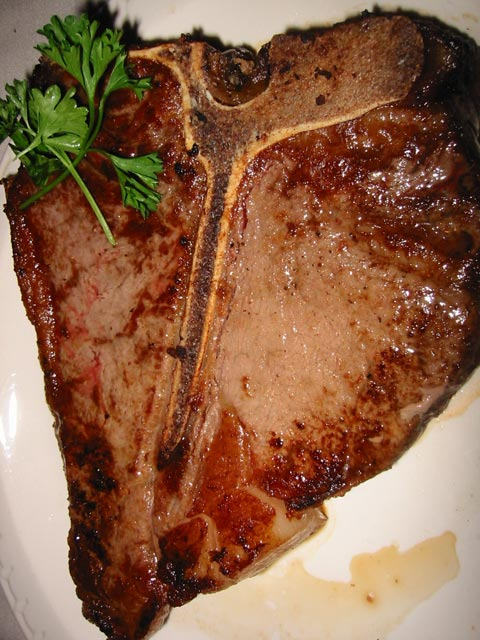
Grilled T-bone steak - en el que puede verse la forma en T del hueso central.

El T-bone es un filete generalmente elaborado a la parrilla y de corte típico en el que puede verse el hueso en forma de T. El grosor de este filete no debe sobrepasar los tres centímetros (en EE. UU. suele decirse que el grosor ideal corresponde al del diámetro de una moneda de un cuarto de dólar, 24.26 mm).
El T-bone es un corte que reúne dos piezas de carne suculentas: el solomillo y el entrecot. La parte más pequeña es la del primero y la de mayor tamaño del segundo. El corte se realiza de la parte baja del lomo de ganado vacuno. No obstante, existen varias clases de T-bone porque en algunos casos se realiza en una parte más alta del lomo e incluye dos partes de entrecot y ninguna de solomillo. Una controversia en el mundo de la gastronomía, aunque el T-bone clásico sí contiene tenderloin o solomillo.
En Argentina se lo conoce como bife con lomo. En dos partes diferenciadas como bife ancho donde se obtienen; rib eye (ojo de bife) y las costillas (ribs). Con parte baja de lomo bife angosto. 
Mientras en Europa se conoce a ese corte de carne en dos partes: como lomo alto y lomo bajo. Del lomo alto se extrae el costillar. Del lomo bajo se obtiene mediante deshuesado el preciado solomillo con sus cortes (tournedos, filet mignon y chateaubriand).

## Porterhouse steak
El denominado porterhouse steak es una versión similar al T-bone steak. Prácticamente con la mínima diferencia de que el T-bone vs el porterhouse son filetes de carne cortados del lomo bajo (bife Angosto en argentina). Los dos filetes incluyen el característico hueso en forma de T; con carne a ambos lados del hueso, sin embargo los filetes Porterhouse steak se cortan desde la parte posterior del lomo corto por lo que contienen una mayor cantidad de carne a ambos lados del hueso formado.

## Tomahawk steak
El filete tomahawk es un corte de chuleta grande, "chuletón", que tiene cinco o más pulgadas de hueso de costilla. Creado comercialmente para fines de presentación. Se llama corte "tomahawk" porque el filete con el hueso largo se parece al tomahawk, un hacha nativa americana de una sola mano. Conocido por el nombre de "chuletón con hueso" "de vaquero" su vistosidad radica en que se deja todo el hueso de la costilla a la vista limpiando y eliminando por completo la carne entre las costillas de unos 15-20 cm del huesos y dejando únicamente el área central del chuletón (rib eye). 
Al exponer el hueso casi en la totalidad, la parte del rib eye queda expuesta de forma visual. Este corte se ha convertido en un corte moderno de vaca usado por los mejores chefs y restaurantes asadores como un corte novedoso. Dependiendo del tamaño de la canal el Tomahawk Steak cortada puede rondar entre 1,2 a 1,5 kg de peso con grosor entre costillas entre 5 a 7 cm aproximadamente.